# Amiralitetsöarna

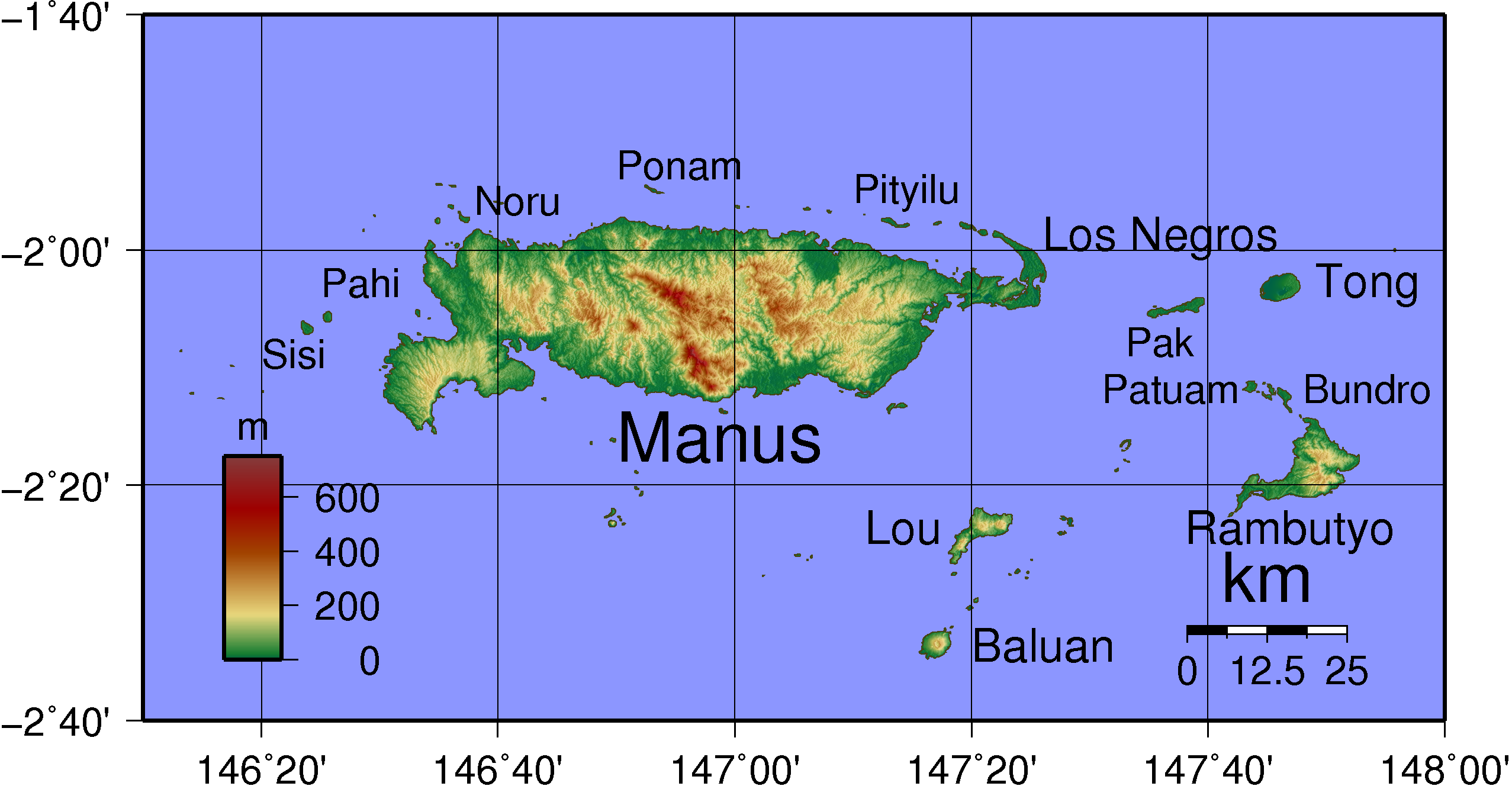
En översiktskarta över ögruppen

Amiralitetsöarna är en ögrupp i Bismarckarkipelagen som tillhör Papua Nya Guinea i västra Stilla havet. Öarna kallas ofta även Manusöarna efter huvudön i ögruppen.
De regnskogstäckta öarna ligger i Manusprovinsen, den minsta och minst befolkade provinsen i Papua Nya Guinea. Den totala arean är 2100 km2 och många av öarna i ögruppen är atoller och obebodda.

## Geografi
Amiralitetsöarna utgör en del av Manusprovinsen och ligger cirka 850 km norr om Port Moresby och cirka 300 km norr om Nya Guineas kust. Huvudöns geografiska koordinater är 2°05′ S och 146°57′ O.
Ögruppen består av cirka 40 öar med 18 större öar och har en area om cirka 2 100 km² fördelad på de största öarna
- Alimöarna, söder om huvudön, cirka 1 km²
- Louön, söder om huvudön, cirka 32 km²
- Los Negros Island, strax öster om huvudön
- Manus - huvudön, cirka 2 020 km²
- Ndrova / Ndrolowa Island, söder om huvudön
- Nihon Island, väster om huvudön
- Tong Island, öster om huvudön
- Pak Island, öster om huvudön
- Rambutyoön, sydöst om huvudön, cirka 88 km²
- St Andrews Islands, söder om huvudön
- samt en rad mindre öar och atoller som Bipi Island, Kali Island, Salien Island, Seleheu Island och Sisi Island.

Vanligen inräknas även Baluanön och Purdyöarna till området.
Befolkningen uppgår till cirka 33 000 invånare. Huvudorten för ön och provinsen heter Lorengau och ligger på huvudön. Den högsta höjden är Mount Dremsel på cirka 720 m ö.h. och ligger på Manus.
Öarna täcks till stor del av regnskog och är boplats för en rad unika växter, fåglar (bl.a. storfothöns) och däggdjur (bl.a. olika sorters fladdermöss).

## Historia
Ögruppen har troligen bebotts av melanesier sedan cirka 1500 f.Kr. Den upptäcktes av nederländske Willem Schouten och Jacob Le Maire 1616 men föll i glömska och återupptäcktes 1767 av Philip Carteret som namngav öarna.
Området hamnade 1885 under tysk överhöghet och införlivades 1899 i området Tyska Nya Guinea och förvaltades av handelsbolaget Neuguinea-Compagnie.
Under första världskriget erövrades ögruppen 1914 av Australien som senare även officiellt förvaltningsmandat för hela Bismarckarkipelagen av Förenta Nationerna.
1942 ockuperades området av Japan och erövrades av USA år 1944 under "Operation Brewer" under ledning av Douglas MacArthur. Ögruppen återgick 1949 till australiensisk förvaltningsmandat tills Papua Nya Guinea blev självständigt 1975.